# غار سیدرون
غار سیدرون (آستوری: Cueva del Sidrón) یک سیستم غار کارست آهکی غیر کربنی است که در شهر پیلونبا در آستوریاس، شمال غربی اسپانیا واقع شده است، در این غار هنر صخره ای پارینه‌سنگی و فسیل‌های بیش از دوازده نئاندرتال یافت شد. این سایت که در سال ۱۹۹۵ به عنوان "ذخیره طبیعی جزئی" اعلام شد، به عنوان پناهگاه پنج گونه خفاش بوده و محل کشف دو گونه قاب بال (سوسک) است.

## یافته‌های نئاندرتال
محققان بیش از ۲۵۰۰ عنصر فسیل انسان‌نما را از این سایت کشف کردند. حداقل تعداد افراد در غار سیدرون ۱۳ نفر است. سن این بقایای سه مرد، سه پسر نوجوان، چهار زن و سه نوزاد حدود ۴۹۰۰۰ سال تخمین زده شده است.
استخوان‌ها به خوبی از فرسایش دور بوده و بدون رد دندان گوشتخوار بزرگ حفظ شدند و رسوب غیرعادی استخوان‌ها که به صورت ترکیبی از شن و گل مخلوط شده‌اند، نشان می‌دهد که این نئاندرتال‌ها نه در این نقطه بلکه در مکانی بیرونی مرده‌اند. تعدادی از سناریوها در مورد اینکه چگونه این «اعضای یک خانواده بزرگ» ممکن است به عمق ۶ متر مربع (۶۵ فوت مربع) و فضایی به اندازه اتاق، که تونل استخوان نامیده می‌شود، رسیده باشند، حدسهایی زده‌اند. شواهد برای آدمخواری عبارتند از «وجود علائم برش، پوسته، سوراخ‌های کوبه ای، زخم‌های مخروطی، و پوسته‌های چسبیده». محققان تصور می‌کنند که آنها در یک رویداد فروریختن شکاف‌های مجاور بالای محل یا ورود سیل حاصل از طوفان به داخل غار مرده باشند.

### نمونه‌ها
| شماره آزمایشگاه | مواد                    | سن عادی      | لایه                   |
| --------------- | ----------------------- | ------------ | ---------------------- |
| OxA-21776       | استخوان                 | ۴۸۴۰۰ ± ۳۲۰۰ | Galeria del Osario III |
| بتا-۱۹۲۰۶۵      | SID-19 دندان            | ۱۲۰۰ ± ۴۰۸۴۰ | Galeria del Osario III |
| GifA-99704      | استخوان هومینید SID-00B | ۲۵۰۰ ± ۴۹۲۰۰ | Galeria del Osario III |
| بتا-۱۹۲۰۶۶      | استخوان هومینید SID-20  | ۸۳۰ ± ۳۷۳۰۰  | Galeria del Osario III |

منبع: